# Centro Interfuerzas Médico Malvinas
El Centro Interfuerzas Médico Malvinas (CIMM) fue un hospital de campaña de las Fuerzas Armadas argentinas desplegada durante la guerra de las Malvinas. El establecimiento, formado por el Ejército, la Fuerza Aérea y la Armada, funcionó en Puerto Argentino durante 62 días atendiendo un total de 1990 heridos en combate.
El nosocomio constituyó el segundo eslabón de la cadena de atención de heridos tras los puestos de socorro de las unidades. Continuando esta red, al paciente estabilizado lo enviaba al continente. Trabajó cumpliendo este rol hasta la caída de Puerto Argentino del 14 de junio de 1982.

## Establecimiento
El 2 de abril de 1982 Argentina conquistó las islas Malvinas, hasta entonces en poder de Reino Unido. Como respuesta, este país envió una nutrida fuerza de tareas para desalojar a los argentinos en su defecto eliminarlos. El 5 de abril, el comandante de la IX Brigada de Infantería Américo Daher ordenó la movilización del Hospital Militar Comodoro Rivadavia (HMCR) para apoyar la guarnición de las islas Malvinas, donde para entonces ya habían 4000 militares argentinos. El nosocomio comodorense marchó a Stanley el 10 de abril. Al cuerpo de sanidad del Ejército se sumó su homólogo de la Fuerza Aérea, conducido por Fernando Espiniella, jefe del Servicio de Sanidad de la Fuerza Aérea. De esta forma se perfilaba un hospital de campaña conjunto. Posteriormente también se unió personal de la Armada.
Los galenos descartaron de plano al Hospital Memorial Rey Eduardo VII (KEMH) por su limitada capacidad. Además, la gobernación argentina restringió su uso para reservarlo a los malvinenses. Finalmente, los argentinos instalaron la unidad en un albergue juvenil desocupado por la paralización de las clases de enseñanzas. Tras acondicionarlo, el hospital militar inició la atención a los combatientes el 11 de abril de 1982, bajo la dirección de Enrique Ceballos. En esta instancia, dejó de llamarse Hospital Militar Puerto Argentino para adoptar el definitivo Centro Interfuerzas Médico Malvinas (CIMM), en virtud de la presencia de recursos de las tres Fuerzas Armadas argentinas.

## Recursos

### Instalaciones
El albergue juvenil donde se instaló el CIMM se localizaba en el extremo oeste de Puerto Argentino/Stanley. El personal adecuó las instalaciones para su nuevo uso. Oscureció las ventanas, pintó la cruz roja en los techos y ajustó los ambientes. Se instaló un mástil para izar la bandera argentina y la de sanidad. A partir del mes de mayo, no obstante la restricción, el centro comenzó a utilizar un ala poco utilizada del hospital local para la recuperación postoperatoria. El edificio tenía forma de la letra u, formando tres techos pequeños donde se pintaron las cruces rojas.
El personal intentó instalar una carpa para ampliar las instalaciones pero fue imposible de sostener pues el viento la volaba. La Dirección Nacional de Vialidad apisonó un terreno anegadizo cercano para permitir el aterrizaje de helicópteros. Estas aeronaves también operaban desde un campo de fútbol cercano.
Promediando el mes de abril, el CIMM contaba con una sala de guardia, de recepción y clasificación de heridos, seis salas de internación, un quirófano de seis mesas y otros dos de una mesa cada uno.

### Personal
El personal médico estaba constituido por civiles y militares, del Ejército, Armada y Fuerza Aérea:
- 7 cirujanos
- 2 neurocirujanos
- 1 cirujano vascular
- 1 cirujano plástico
- 7 traumatólogos
- 9 anestesistas (tres de ellos civiles)
- 12 médicos clínicos
- 1 urólogo
- 3 bioquímicos
- 2 odontólogos
- 1 farmacéutico
- 26 enfermeros generales
- 5 preparadores de laboratorio
- 1 preparador de farmacia
- 1 enfermero radiólogo
- 5 aspirantes a oficial de reserva médicos
- 1 aspirante a oficial de reserva bioquímico
- 1 aspirante a oficial de reserva farmacéutico

Ante la falta de un hemoterapeuta, un bioquímico se encargó de la sangre. El abastecimiento de este recurso corrió a cargo de la Fuerza Aérea Argentina, que recibía donaciones de los hospitales Penna y Churruca.

## Atención
El 1 de mayo de 1982 iniciaron las hostilidades en el archipiélago comenzando las evacuaciones desde las posiciones militares. Los puestos de socorro de las unidades en el archipiélago enviaban sus heridos al CIMM. El traslado de los heridos en combate era sumamente dificultoso y distinto al concepto de evacuación rápida en guerra, ya que el potencial enemigo restringió los vuelos de los helicópteros y la marcha desde los montes era muy dificultosa por el relieve malvinense. Para colmo de males, los enfrentamientos ocurrían de noche forzando a los rescatadores a esperar el amanecer o el final de la batalla para buscar al soldado. Como resultado, la mayoría de los pacientes llegaban al hospital habiendo transcurrido seis horas desde haber sido heridos. La situación en la Gran Malvina se volvió alarmante a partir del establecimiento de la cabeza de playa británica en San Carlos.
El paciente estabilizado debía ser evacuado al continente por avión, hasta el 1 de junio cuando comenzaron a arribar los buques hospitales. Con el primer medio hubo inconvenientes por cuanto la Fuerza Aérea avisaba del arribo de sus aviones con 40 minutos de anticipación, insuficientes para que las ambulancias cargaran los heridos y recorrieran los 8 km entre el hospital y el aeropuerto. Muchas veces los médicos no pudieron cargar a todos los combatientes con la prisa del avión en despegar. Cuando recalaron los buques hospitales ARA Almirante Irízar y ARA Bahía Paraíso, el CIMM entregó gran parte de sus pacientes.
Durante los 62 días que funcionó, el CIMM internó una suma total de 1990 heridos, 666 traumáticos y 1234 no traumáticos. Y de aquel número, 671 fueron evacuados al continente. Además, realizó 4005 prestaciones médicas y 629 odontológicas.
Un número de 361 combatientes entraron al CIMM con heridas de arma de fuego. En el 70 % de los casos el causante fueron esquirlas de artillería, que derivaban en amputaciones de miembros superiores y fracturas expuestas de miembros inferiores.
Durante la batalla por Puerto Argentino —11-14 de junio—, el flujo de heridos que entraba al centro creció sensiblemente. El avance británico estaba muy cerca de la capital y el 13 de junio, una bomba cayó aproximadamente a 40 metros del CIMM. Tras la rendición del 14 de junio, los médicos británicos tomaron el hospital. Mientras tanto, permitieron a los argentinos curar a sus soldados a fin de posibilitar su evacuación.

## Posguerra
El Comando en Jefe del Ejército confirió al Hospital Militar Comodoro Rivadavia la Medalla de Campaña.
En 2021, con la publicación del libro Last Letters from Stanley (Últimas Cartas de Puerto Argentino), el autor británico Ricky D. Phillips escribió que los argentinos habían colocado minas antipersonales debajo de los colchones de las camas en el hospital de campaña para matar o gravemente herir a los isleños, una afirmación descabellada que no está respaldada por los numerosos libros escritos o entrevistas de los historiadores y veteranos británicos y argentinos muchos de los cuales, como Nick Van Der Bijl, jugaron un papel importante en la guerra.